# David di Donatello 2001
La 46a edició dels premis David di Donatello, concedits per l'Acadèmia del Cinema Italià va tenir lloc el 10 d’abril de 2001 a l'Auditorium de la Rai del Foro Italico de Roma, presentada per Piero Chiambretti i transmesa per Rai Due.

## Guanyadors

### Millor pel·lícula
- La stanza del figlio, dirigida per Nanni Moretti
- I cento passi, dirigida per Marco Tullio Giordana
- L'ultimo bacio, dirigida per Gabriele Muccino

### Millor director
- Gabriele Muccino - L'ultimo bacio
- Marco Tullio Giordana - I cento passi
- Nanni Moretti - La stanza del figlio

### Millor director novell
- Alex Infascelli - Almost Blue
- Roberto Andò - Il manoscritto del Principe
- Rolando Stefanelli - Il prezzo

### Millor argument
- Claudio Fava, Monica Zapelli i Marco Tullio Giordana - I cento passi
- Linda Ferri, Nanni Moretti, Heidrun Schleef - La stanza del figlio
- Gabriele Muccino - L'ultimo bacio

### Millor productor
- Domenico Procacci per Fandango en col·laboració amb Medusa Film - L'ultimo bacio
- Angelo Babbagallo i Nanni Moretti per la Sacher Film - La stanza del figlio
- Fabrizio Mosca per Titti Film - I cento passi

### Millor actriu
- Laura Morante - La stanza del figlio
- Margherita Buy - Le fate ignoranti
- Giovanna Mezzogiorno - L'ultimo bacio

### Millor actor
- Luigi Lo Cascio - I cento passi
- Stefano Accorsi - L'ultimo bacio
- Nanni Moretti - La stanza del figlio

### Millor actriu no protagonista
- Stefania Sandrelli - L'ultimo bacio
- Athina Cenci - Rosa e Cornelia
- Jasmine Trinca - La stanza del figlio

### Millor actor no protagonista
- Tony Sperandeo - I cento passi
- Silvio Orlando - La stanza del figlio
- Claudio Santamaria - L'ultimo bacio

### Millor músic
- Nicola Piovani - La stanza del figlio
- Ennio Morricone - Malèna
- Armando Trovajoli - Concorrenza sleale

### Millor fotografia
- Lajos Koltai - Malèna
- Franco Di Giacomo - Concorrenza sleale
- Roberto Forza - I cento passi

### Millor escenografia
- Luciano Ricceri - Concorrenza sleale
- Giancarlo Basili - La stanza del figlio
- Francesco Frigeri - Malèna

### Millor vestuari
- Elisabetta Montaldo - I cento passi
- Maurizio Millenotti - Malèna
- Odette Nicoletti - Concorrenza sleale

### Millor muntatge
- Claudio Di Mauro - L'ultimo bacio
- Esmeralda Calabria - La stanza del figlio
- Roberto Missiroli - I cento passi

### Millor enginyer de so directe
- Gaetano Carito - L'ultimo bacio
- Fulgenzio Ceccon - I cento passi
- Alessandro Zanon - La stanza del figlio

### Millor curtmetratge
- Gavetta, dirigida per Craig Bell
- Cecchi Gori Cecchi Gori?, dirigida per Rocco Papaleo

### Millor pel·lícula estrangera
- Le Goût des autres, dirigida per Agnès Jaoui
- Billy Elliot, dirigida per Stephen Daldry
- Chocolat (Chocolat), dirigida per Lasse Hallström
- Desitjant estimar, dirigida per Wong Kar-wai

### Premi David Scuola
- I cento passi, dirigida per Marco Tullio Giordana

### David especial
- Tony Curtis
- Martin Scorsese
- Enzo Verzini